# Косжан
Косжа́н (каз. Қосжан) — село у складі Амангельдинського району Костанайської області Казахстану. Входить до складу Урпецького сільського округу.
До 1993 року село називалось Чапай, ще раніше Кемер.
Населення — 85 осіб (2021; 174 у 2009, 191 у 1999, 237 у 1989).